# Cunaxa maculata
Cunaxa maculata är en spindeldjursart som beskrevs av Sergeyenko 2009. Cunaxa maculata ingår i släktet Cunaxa och familjen Cunaxidae. Inga underarter finns listade i Catalogue of Life.